# Fuerza Aérea Turca
La Fuerza Aérea Turca (en turco: Türk Hava Kuvvetleri) es la rama aérea de las Fuerzas Armadas Turcas. Es una de las fuerzas aéreas más antiguas del mundo y opera la tercera flota en número de aviones de la OTAN, por detrás de la Fuerza Aérea Estadounidense y de la Royal Air Force. Debido a la posición estratégica de Turquía en las cercanías de Oriente Próximo ha estado involucrada en numerosos combates en las últimas décadas.

## Historia

### Etapa inicial

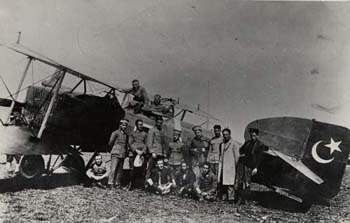
Pilotos turcos montados con un Breguet 14 durante la Guerra de Independencia Turca.

La historia de la aviación militar otomana empieza entre junio de 1909 y julio de 1911 Escuadrones de vuelo otomanos participaron en las Guerras de los Balcanes (1912–1913) y en la I Guerra Mundial (1914–1918).
La flota alcanzó las 90 aeronaves activas para diciembre de 1916. Después de la Primera Guerra Mundial Turquía intentaría rehacer su flota creando el puesto gubernamental de inspector general de las Fuerzas Aéreas, aunque en la realidad no existía personal y solo era un título sobre el papel.
Después de la ocupación aliada en 1919 y de la Gran Guerra, algunos aviadores turcos intentaron construir nuevas unidades en Estambul, İzmir, Konya, Elazığ y Diyarbakır con planes para recuperar la fuerza aérea y empezar a entrenar personal. Durante la Guerra de Independencia Turca se formó un pequeño escuadrón que operaba desde el Aeródromo de Konya. Con la formación de la Gran Asamblea Nacional por Mustafa Kemal y sus compañeros el 23 de abril de 1920, en Ankara, se dispuso la reorganización del ejército. Se creó la rama de las Fuerzas Aéreas bajo la Autoridad de la Oficina de Guerra. Unos cuantos aviones dañados fueron reparados, y posteriormente usados en combate.
El 1 de febrero de 1921 la Rama de las Fuerzas Aéreas fue renombrada como el Directorio General de las Fuerzas Aéreas, y el 5 de julio de 1922 se reorganizó llamándose Inspección de las Fuerzas Aéreas con sede en Konya.

### Inspección de las Fuerzas Aéreas

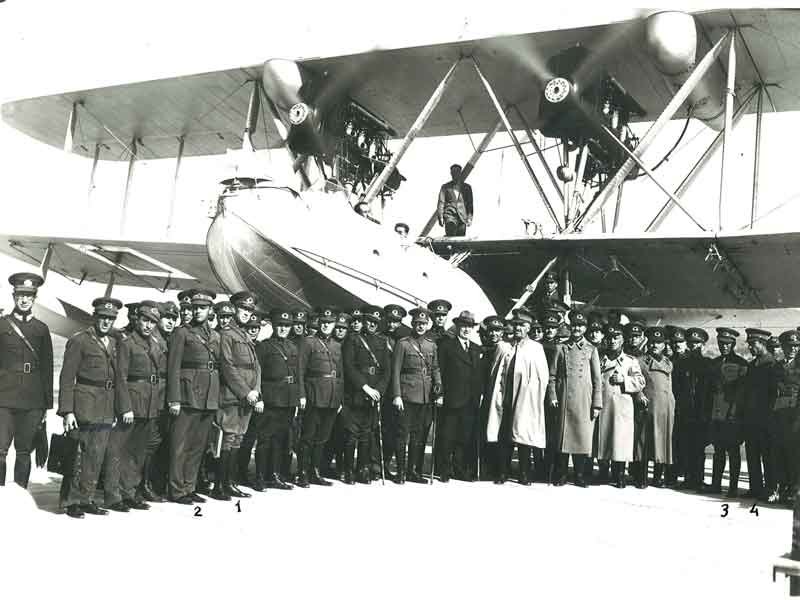
Pilotos turcos con un Southampton Supermarine Mk. II en 1933.

Después de la proclamación de la independencia y soberanía con el Tratado de Lausana y el establecimiento de la República Turca el 29 de octubre de 1923, se iniciaron los trabajos para crear una fuerza aérea turca moderna. Originalmente consistían en 3 unidades de tierra, una naval y otra más de entrenamiento. Poco después las unidades aumentaron a 10 de tierra y 3 navales. En 1924 el personal fue mandado al extranjero para aprender a volar. En 1925 se pudo empezar a enseñar a volar en la propia Turquía y se impuso la sede en Eskişehir y sus primeros estudiantes se graduaron ese mismo año. La Inspección de las Fuerzas Aéreas fue reorganizada en Subsecretaría del Ministerio de Defensa en 1928 y se fundaron nuevas escuela para el personal auxiliar. Algunos fueron enviados a Reino Unido y Francia para el entrenamiento, otros fueron enviados a Estados Unidos e Italia en 1930.

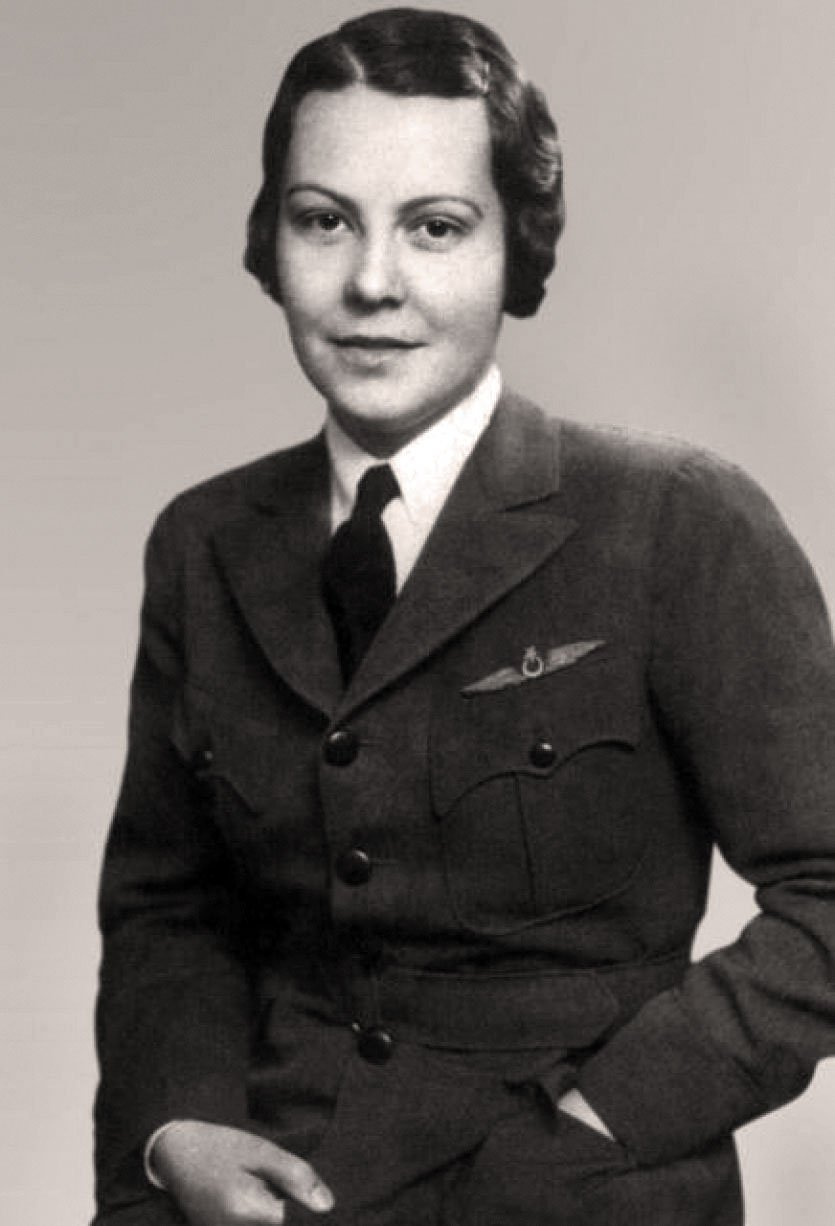
Sabiha Gökçen se convirtió en la primera mujer piloto de combate del mundo en 1937. El aeropuerto Internacional Sabiha Gökçen de Estambul lleva su nombre.

El 1 de julio de 1932, los regimientos de aire empezaron a considerarse un cuerpo separado de combate, y pudieron entrenar a su propio personal por separado. Los aviadores turcos empezaron a llevar uniforme azul desde 1933. En 1937 Sabiha Gökçen se convierte en la primera mujer piloto de combate en la historia militar.

### Comando de la Fuerza Aérea
Para 1940 las brigadas aéreas turcas tenían más de 500 aviones de combate en su inventario, convirtiéndose en la mayor fuerza aérea de los Balcanes y el Oriente Próximo. El crecimiento del inventario de brigadas aéreas obligó a otro cambio estructural, la Subsecretaría de las Fuerzas Aéreas y el Gabinete General para el entrenamiento fueron unidos en el Comando de la Fuerza Aérea en 1944. Debido a esto, las Fuerzas Aéreas se convirtieron en una rama separada de las Fuerzas Armadas Turcas.
Turquía no entró en la Segunda Guerra Mundial del lado de los aliados hasta febrero de 1945, pocos meses antes de que ésta acabase. Sin embargo, se mantuvo a las brigadas en estado de alerta máxima ya que en 1941 su vecino Bulgaria y las potencias del Eje firmaron una alianza, y en abril de ese mismo año el Eje ocupó Grecia. Desde aquel año las fronteras turcas se mantuvieron rodeadas de las fuerzas alemanas en el noroeste y oeste, y las fuerzas italianas por el suroeste. Las Fuerzas Aéreas Turcas realizaron vuelos de reconocimiento sobre Bulgaria, Grecia, las islas griegas, el Mar Egeo y las Islas del Dodecaneso que por entonces pertenecían a Italia, para monitorizar las posiciones de las fuerzas del Eje. Las ciudades turcas mayores apagaban las luces por las noches ante el temor de bombardeos, y las armas antiaéreas y las luces de búsqueda fueron desplegadas ante la posibilidad de un ataque. Además el gobierno turco invirtió grandes cantidades de dinero en comprar cualquier tipo de armamento que estuviera disponible en este período: Supermarine Spitfire, Curtiss Falcon, Fairey Battle, Avro Anson, Hawker Hurricane, 
Morane-Saulnier MS.406, P-40, Douglas A-26 Invader, Bristol Blenheim, Bristol Beaufort, Bristol Beaufighter, Focke-Wulf Fw 190-A3, Martin 187 Baltimore, De Havilland DH.98 Mosquito, P-47D Thunderbolt y Douglas C-47 Dakota.
La Escuela de Maquinistas del Aire (Hava Makinist Okulu) se reorganizó como Escuela de Mantenimiento de Aeronaves (Hava Uçak Bakım Okulu) el 2 de enero de 1950 para unir a las escuelas responsables de entrenar al personal no piloto de la Fuerza Aérea. En 1950 también se decidió actualizar la flota de la Fuerza Aérea mediante la inclusión de aviones. Ocho pilotos fueron enviados a los Estados Unidos para entrenamiento de piloto de jet. Se graduaron en 1951 y comenzaron a entrenar a pilotos de jet en la Fuerza Aérea Turca. En el mismo año, el noveno ala de combate (9uncu Ana Jet Üssü) se fundó en Balikesir como el primer ala de combate de Turquía; los escuadrones 191, 192 y 193 fueron los primeros que se establecieron. Siguió una capacitación adicional en los Estados Unidos, que generalmente involucra a los fabricantes de aviones. En 1951, se formó la Academia de la Fuerza Aérea con la integración de algunas escuelas aéreas en Eskişehir y su primer año académico comenzó el 1 de octubre de 1951. En 1956 se fundó el Hava Eğitim Kolordu Komutanlığı (Comando del Cuerpo de Educación Aérea) y toda la educación se unió bajo este comando. El comando pasó a llamarse Hava Eğitim Komutanlığı (Comando de educación aérea) en 1957.
Tras la adhesión de Turquía a la OTAN en 1952, el proceso de modernización se aceleró. En 1962, se fundó la Taktik Hava Kuvveti (Fuerza Aérea Táctica) actualizando las unidades Hava Tümeni (División Aérea) a organizaciones de nivel de cuerpo. En 1974 la Fuerza Aérea fue empleada en la Guerra de Chipre. Con la llegada de los aviones de combate de tercera generación en 1980, la Fuerza Aérea se reorganizó.

### Fuerza Aérea Turca y la OTAN

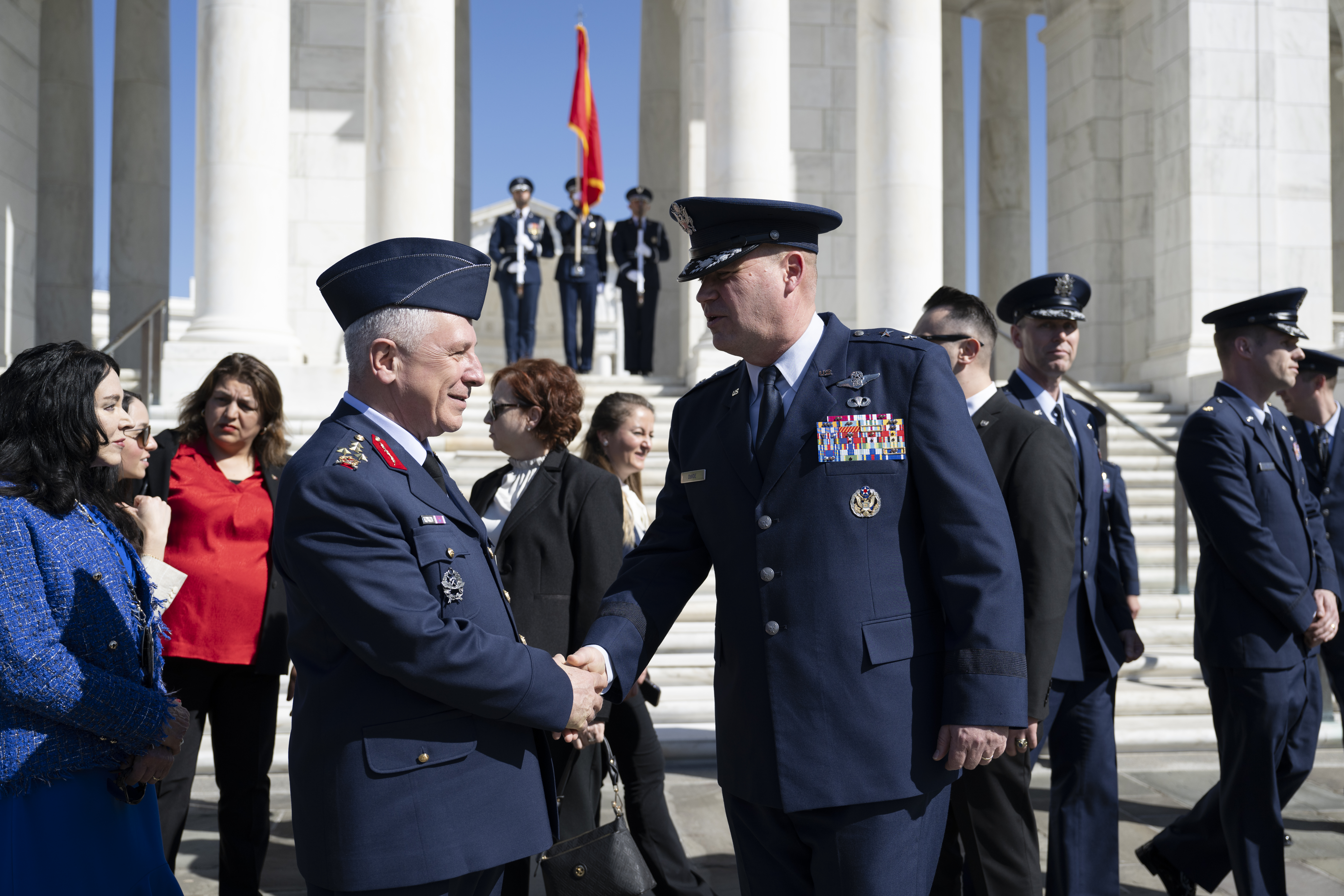
El comandante de la Fuerza Aérea Turca, general Ziya Cemal Kadıoğlu (izquierda), y el mayor general Daniel DeVoe (derecha) en el Cementerio Nacional de Arlington en 2025.

La sede del Comando de Componentes Aéreos Aliados de la OTAN para el sur de Europa (anteriormente designado como AIRSOUTH y con sede central en Nápoles, Italia) se estableció en Esmirna, Turquía, el 11 de agosto de 2004. El Comando Aéreo Aliado de Esmirna fue desactivado el 1 de junio de 2013, cuando los Aliados El Comando Aéreo (AIRCOM) en la Base Aérea de Ramstein en Alemania se convirtió en el único Comando de Componentes Aéreos Aliados de la OTAN.
Turquía es uno de los cinco Estados miembros de la OTAN que forman parte de la política de intercambio nuclear de la alianza, junto con Bélgica, Alemania, Italia y los Países Bajos. Un total de 90 bombas nucleares B61 están alojadas en la Base Aérea Incirlik, 40 de las cuales están asignadas para su uso por la Fuerza Aérea Turca en caso de un conflicto nuclear, pero su uso requiere la aprobación de la OTAN. A partir de 2010, Estados Unidos está considerando retirar estas bombas nucleares de Turquía y de varios otros lugares extranjeros en Europa.

### Secuelas del intento de golpe de Estado de 2016
A raíz del intento de golpe de Estado turco de 2016, miles de oficiales militares fueron despedidos, y muchos arrestados y encarcelados. Como los pilotos de la Fuerza Aérea habían jugado un papel importante en el intento de golpe (la sede del intento de golpe estaba en la base de Akinci, cerca de la capital, Ankara), más de 350 pilotos F-16 también fueron encarcelados, dejando a la Fuerza Aérea con más aviones que pilotos. En respuesta, el gobierno turco ha intentado obligar a los pilotos retirados a regresar al ejército y fortalecer sus sistemas de defensa aérea. Un exjefe de la Fuerza Aérea fue despedido, así como el 42% de los generales de la Fuerza Aérea y varios comandantes de base, incluido el comandante de la importante Base Aérea Incirlik.

### Futuro

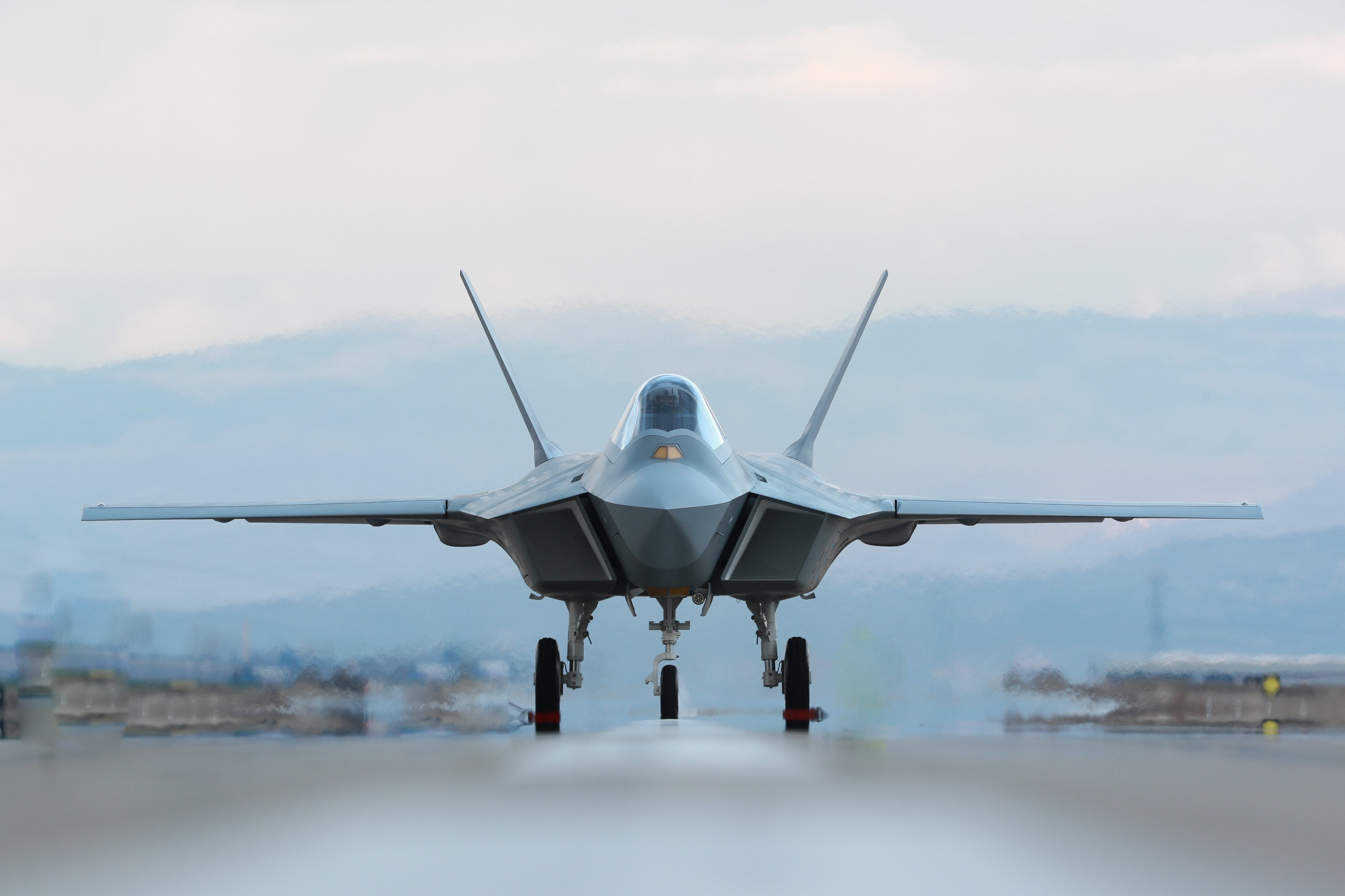
El TAI TFX completó su primer vuelo el 21 de febrero de 2024.

El 11 de julio de 2002, Turquía se convirtió en socio de Nivel 3 del programa de desarrollo F-35 Joint Strike Fighter (JSF), y el 25 de enero de 2007, Turquía se unió oficialmente a la fase de producción del programa JSF, acordando comprar inicialmente 116 F-35A Lightning II.
Turquía también tiene un proyecto nacional de aviones de combate de quinta generación llamado TAI TFX.
El 28 de marzo de 2013, el secretario turco de la Industria de Defensa del Ministerio de Defensa Nacional de Turquía, Murat Bayar, anunció su intención de reemplazar el caza F-16 con cazas producidos en el país para 2023.
Havelsan de Turquía y Boeing de Estados Unidos están desarrollando una nueva generación de escudos de defensa antimisiles balísticos de gran altitud. Se prevé que el sistema sea utilizado por Estados Unidos, Turquía y otros Estados miembros de la OTAN.
En junio de 2018, el Senado de los EE. UU. Aprobó un proyecto de ley de gastos de defensa que ahora impide que la Fuerza Aérea de Turquía obtenga el caza furtivo F-35. Las tensiones entre los EE. UU. Y Turquía tienen la culpa del contrato denegado, y ahora pueden poner a Turquía en una posición para convertirse en el primer cliente del Su-57 de Rusia.

### Eventos notables
- En 1925, la Fuerza Aérea se desplegó para participar en una campaña destinada a reprimir la rebelión de Sheikh Said.
- Sabiha Gökçen fue la primera mujer piloto de combate turca. Se unió a la Fuerza Aérea Turca en 1936 y en 1937 participó en la operación militar para sofocar la Revuelta de Dersim, convirtiéndose así en la primera mujer piloto del mundo de la fuerza aérea con experiencia en batalla. A lo largo de su carrera en la Fuerza Aérea Turca, que duró hasta 1964, Gökçen voló 22 tipos diferentes de aviones durante más de 8000 horas, 32 de las cuales fueron misiones activas de combate y bombardeo. Fue seleccionada como la única mujer piloto para el póster de "Los 20 mejores aviadores de la historia" publicado por la Fuerza Aérea de los Estados Unidos en 1996.
- En 1995, la Fuerza Aérea Turca participó en la Operación Fuerza Deliberada de la OTAN.
- Turquía proporcionó 18 F-16 para la campaña de la OTAN contra Serbia durante la Operación Fuerza Aliada en 1999. De estos, 11 F-16 construidos por TAI estaban estacionados en la base de la OTAN en Aviano, Italia, mientras que los otros 7 tenían su base en Ankara, Turquía . Todos estaban equipados con bombas guiadas por láser utilizando el sistema de visión nocturna LANTIRN. Los aviones turcos habían patrullado previamente el espacio aéreo de los Balcanes, proporcionando protección para atacar a los aviones. Durante esta campaña aérea aliada, los F-16 construidos por TAI establecieron un récord mundial de CAP patrullando durante 9 horas y 22 minutos por encima del teatro de los Balcanes. Normalmente, las misiones CAP duran entre 3 y 4 horas.
- El 8 de octubre de 1996, 7 meses después de la escalada de la disputa con Turquía sobre las islas Imia/Kardak, un Mirage 2000 griego disparó un misil R.550 Magic II y derribó un F-16D turco sobre el Mar Egeo. El piloto turco murió, mientras que el copiloto expulsó y fue rescatado por las fuerzas griegas. En agosto de 2012, después del derribo de un RF-4E en la costa siria, el ministro de Defensa turco, Ismet Yılmaz, confirmó que el F-16D turco fue derribado por un Mirage 2000 griego con un R.550 Magic II en 1996, luego de que supuestamente violara el griego. espacio aéreo cerca de la isla de Chios. Grecia niega que el F-16 haya sido derribado. Ambos pilotos de Mirage 2000 informaron que el F-16 se incendió y vieron un paracaídas.
- Turquía participó en la misión de mantenimiento de la paz de las Naciones Unidas en Bosnia y Herzegovina, empleando dos escuadrones (uno en el ala de combate Ghedi y, después de 2000, uno en el ala de combate Aviano). Regresaron a Turquía en 2001.
- En 2006, se desplegaron 4 aviones de combate turcos F-16 para la operación de vigilancia del aire báltico de la OTAN.
- En diciembre de 2007, la Fuerza Aérea de Turquía inició la Operación Norte de Irak, que continuó hasta finales de febrero de 2008, y finalmente se convirtió en parte de la Operación Sun. En la fase inicial de esta operación, el 16 de diciembre de 2007, el TuAF utilizó el AGM-65 Maverick y el AGM-142 Popeye durante un bombardeo nocturno por primera vez.
- El 22 de junio de 2012, se perdió un avión de reconocimiento turco RF-4E Phantom II, según los informes, debido al fuego antiaéreo sirio. El incidente ocurrió sobre el mar Mediterráneo, cerca de la ciudad de Ras al-Bassit.
- El 16 de septiembre de 2013, aviones turcos derribaron un helicóptero sirio Mi-17 en la frontera sirio-turca.
- El 23 de marzo de 2014, aviones de combate turcos derribaron un MiG-23 sirio. La República Árabe Siria afirma que su avión estaba en el espacio aéreo sirio en una misión para atacar áreas retenidas por los rebeldes en la ciudad de Latakia cuando Turquía lo derribó en un acto de "agresión flagrante". El piloto sirio fue expulsado con éxito del avión. El primer ministro turco, Erdogan, declaró que los F-16 turcos derribaron el avión por violar el espacio aéreo turco y dijo que la "respuesta de Turquía será fuerte si viola nuestro espacio aéreo".
- El 24 de noviembre de 2015, un F-16 turco derribó un avión de ataque ruso Su-24 Fencer que, según las autoridades turcas, había violado su espacio aéreo. El gobierno ruso impugna esas afirmaciones, afirmando que el avión nunca ingresó al espacio aéreo turco. Un piloto ruso fue asesinado, el otro rescatado en una operación de las fuerzas especiales rusas.
- Luego de un intento fallido de golpe de Estado en 2016 y las purgas posteriores, más de 300 pilotos fueron despedidos de la fuerza aérea, incluido el piloto que derribó al Su-24 un año antes. Esto dio como resultado que el TAF luchara por mantener listo su combate de flota F-16. El gobierno turco comenzó a buscar en el extranjero para compensar el déficit.

## Organización
- 19 escuadrones de combate
- 2 escuadrones de reconocimiento
- 5 escuadrones de entrenamiento
- 6 escuadrones de transporte
- 1 escuadrones de reabastecimiento en vuelo
- 8 escuadrones de misiles tierra-aire

## Aeronaves
Las principales aeronaves en servicio para 2008 eran:

### Caza y ataque

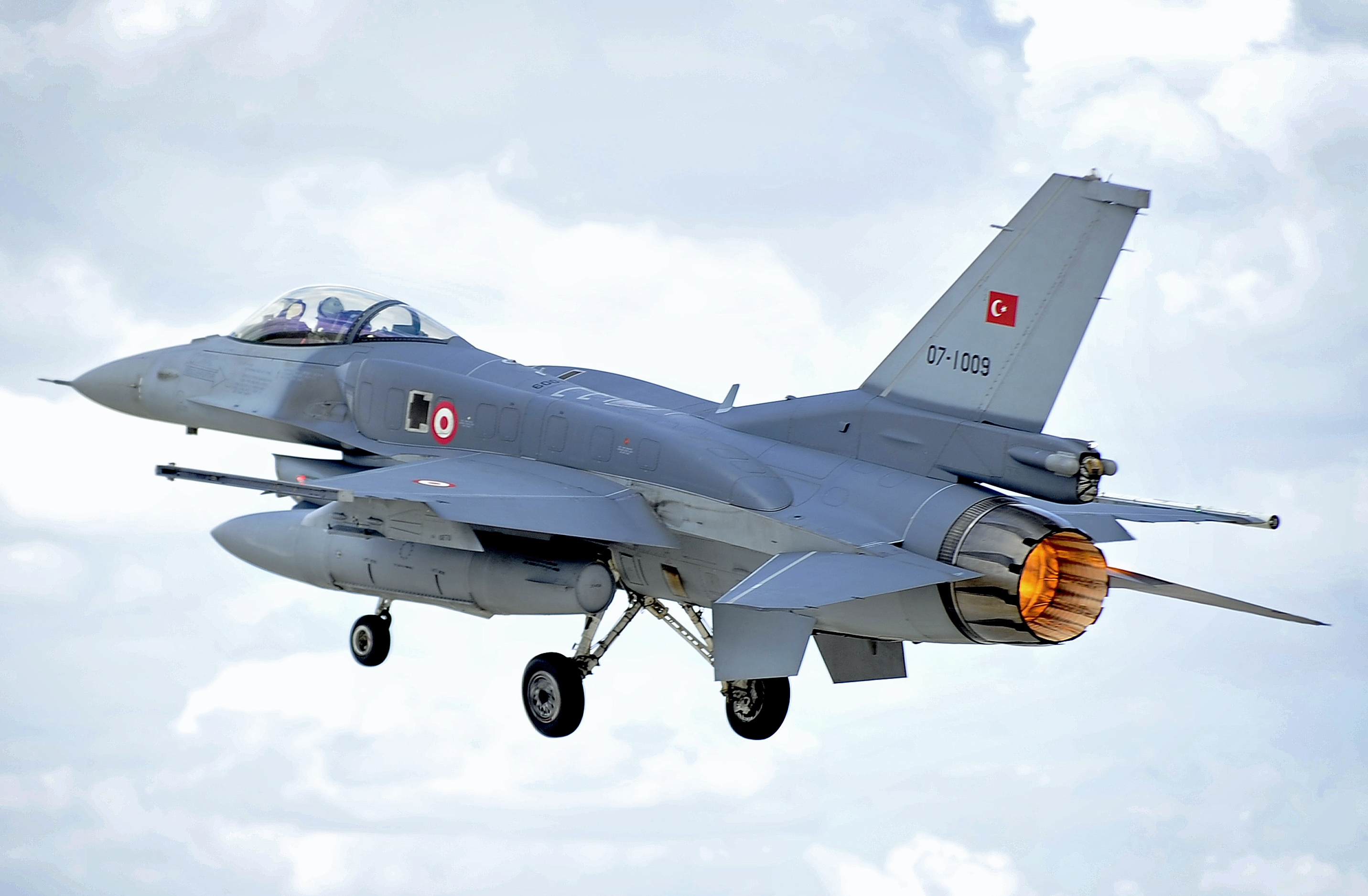
F-16 Fighting Falcon de la Fuerza Aérea Turca.

- F-16 Fighting Falcon
- F-4E 2020 Terminator
- F-4E Phantom II
- F-5 2000

### Reconocimiento
- RF-4E Phantom II
- Heron
- MQ-9 Reaper
- MQ-1 Predator
- RQ-7 Shadow 600
- Searcher II
- Aerostar
- GNAT 750
- I-GNAT ER

### Entrenadores
- T-38
- SF-260
- T-37
- T-41

### Guerra electrónica
- Boeing 737 AEW&C: 4[11]
- CN-235 EW

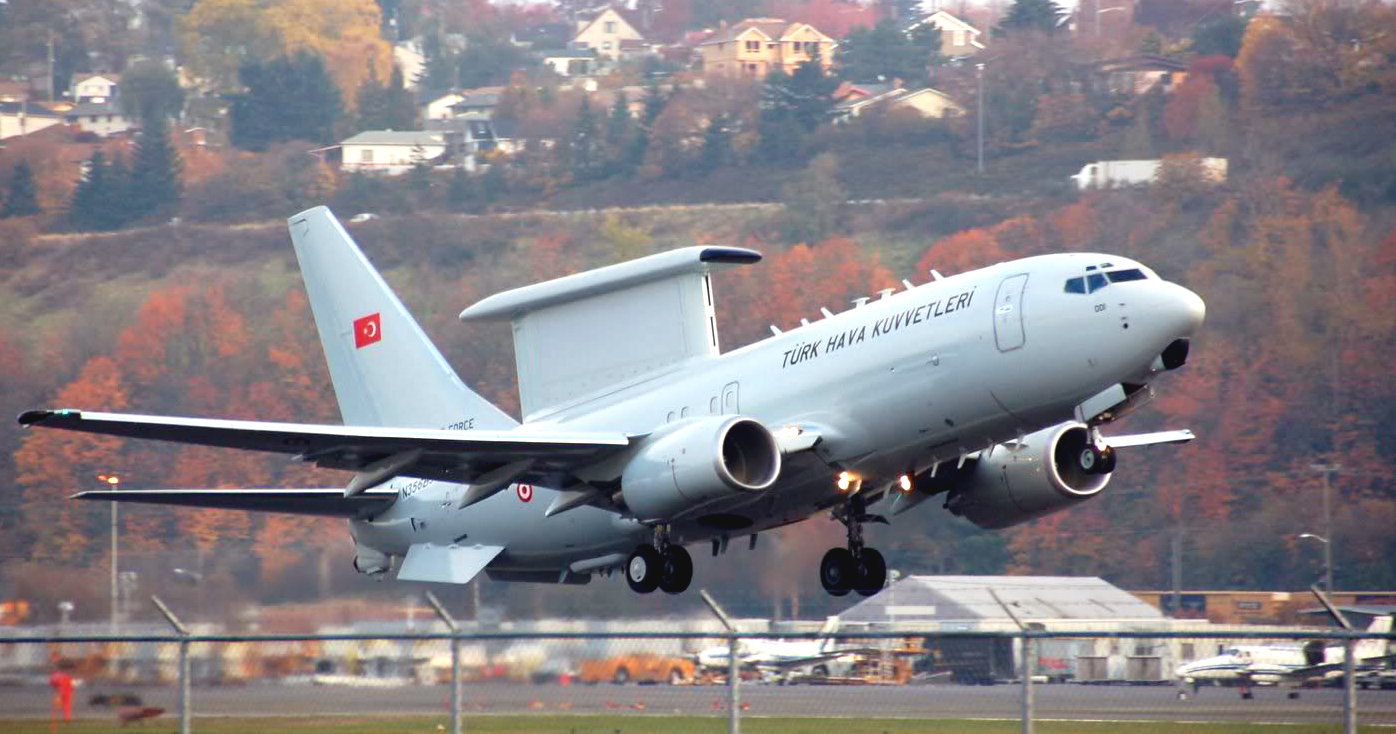
Boeing 737 AEW&C de la Fuerza Aérea Turca.

- Bombardier Challenger 605 (2 pedidos para fines de 2020)

### Transporte
- C-130
- C-160
- CN-235
- Eurocopter Cougar
- UH-1 Huey
- Airbus A400M: 10[11]

### Reabastecimiento en vuelo

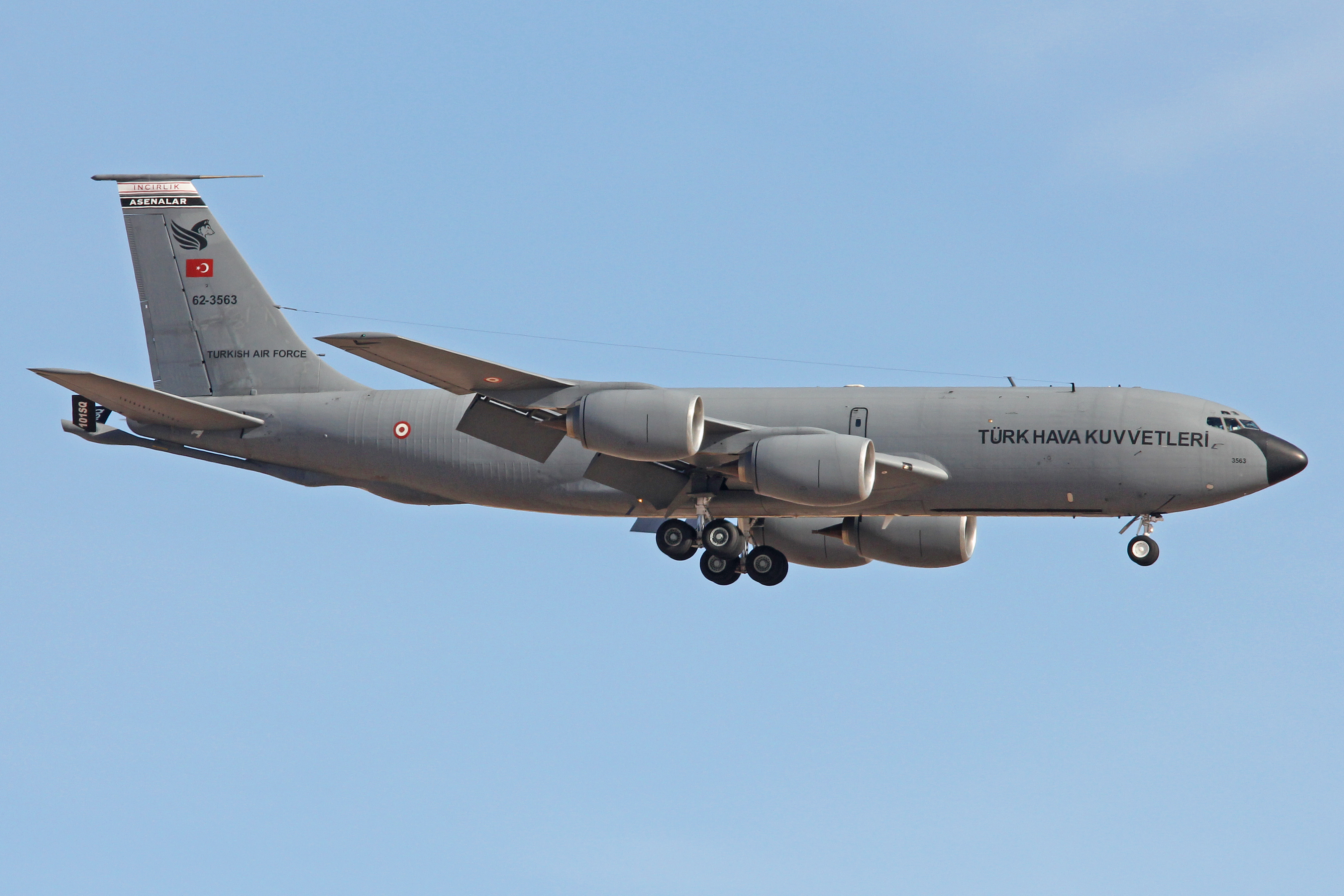
KC-135R de la Fuerza Aérea Turca.

- KC-135R